# Maurice Sendak
Maurice Sendak   (Brooklyn, 10 de juny de 1928 - hospital de Danbury i Danbury, 8 de maig de 2012) va ser un escriptor i il·lustrador de literatura infantil estatunidenc. És sobretot conegut pel seu llibre Allà on viuen els monstres, que va ser publicat el 1963.

## Primers anys
Sendak va néixer a Brooklyn, Nova York, fill dels immigrants jueus polonesos Sadie (originàriament Schindler) i Philip Sendak, sastre d'ocupació. Sendak va descriure la seva infància com una "situació terrible" a causa de la desaparició de diversos membres de la seva família a l'Holocaust, la qual cosa el va exposar de ben petit a la mort i el concepte de mortalitat. El seu amor pels llibres va començar de petit, quan va tenir problemes de salut que el mantenien al llit. A dotze anys va decidir convertir-se en il·lustrador després de veure la pel·lícula de Walt Disney Fantasia. Un dels seus primers encàrrecs professionals va ser la decoració dels aparadors d'una botiga de joguines. La primera publicació impresa de les seves il·lustracions es va produir el 1947 en el llibre didàctic Atomics for the Millions (traducció figurada: Àtoms per a les masses), del Dr. Maxwell Leigh Eidinoff. Durant els anys cinquanta va il·lustrar diversos llibres escrits per altres autors, abans de començar a escriure les seves pròpies històries.
El seu germà gran Jack Sendak també esdevindria autor de llibres per a nens, dels quals dos van ser il·lustrats per Maurice.

## Treball
Sendak va obtenir el reconeixement internacional després d'escriure i il·lustrar Where the Wild Things Are (Allà on viuen els monstres). Els dibuixos de monstres grotescos amb urpes i ullals van inquietar alguns pares quan el llibre va ser publicat. Fins llavors Sendak era conegut per les seves il·lustracions de la sèrie Little Bear (El petit ós) d'Else Holmelund Minarik.
Quan Sendak va veure un manuscrit de Zlateh the Goat and Other Stories (La cabra Zlateh i altres contes), el primer llibre infantil d'Isaac Bashevis Singer, es va oferir a il·lustrar-lo. El llibre es va publicar el 1966 i Sendak va quedar entusiasmat amb la col·laboració amb el futur Premi Nobel.
El seu llibre In the Night Kitchen (A la cuina, de nit), publicat inicialment el 1970, ha estat censurat en diverses ocasions als Estats Units pels dibuixos d'un nen nu fent saltirons dins d'un edifici. El llibre va ocupar la posició número 21 a la llista dels 100 llibres més freqüentment qüestionats entre 1990-1999 (100 Most Frequently Challenged Books of 1990–1999). El 1981 va publicar Outside Over There (Allà fora), una aventura màgica on una noia deixada al càrrec de la seva germaneta ha de recuperar-la després que els goblins l'hagin segrestada.
El seu darrer llibre, Bumble Ardy (Bombi-Dandi), va ser publicat el 2011, vuit mesos abans de morir. Un llibre d'il·lustracions pòstum, My Brother's Book, es va publicar el febrer del 2013.
Sendak va ser un dels assessors de l'equip que produiria la sèrie de televisió Barri Sèsam. També va adaptar el seu llibre Bumble Ardy en una animació per a aquest programa, on Jim Henson feia la veu del protagonista. Sendak va escriure i dissenyar tres històries animades per al programa: Seven Monsters (que mai no va ser emès), Up & Down i Broom Adventures.
Sendak va produir una animació per a la televisió basada en el seu treball Really Rosie, amb la veu de Carole King, emès el 1975. L'any 1979 va fer una adaptació teatral del seu llibre Allà on viuen els monstres. A més va dissenyar els escenaris de múltiples òperes i ballets, com per exemple La flauta màgica (1981), La guineueta astuta (1981), El Trencanous (1983), Idomeneo (1990) i Hänsel i Gretel (1997).
Als anys noranta, Sendak va encarregar al guionista Tony Kushner una nova versió en anglès de l'òpera Brundibár, sobre l'Holocaust infantil, del compositor txec Hans Krása. Kushner va escriure el text per al llibre il·lustrat del mateix nom, publicat el 2003 i nomenat pel The New York Times, un dels deu millors llibres il·lustrat de l'any. L'òpera va ser estrenada al Teatre d'Òpera de Chicago el 2003.

## Influències
Maurice Sendak va trobar inspiració en un gran nombre de pintors, músics i escriptors. L'autor explicava que la seva primera influència la va rebre del seu pare, quan de nen li llegia històries del Vell Testament amenitzades amb detalls i caracteritzacions de collita pròpia. Sobre la ja mencionada pel·lícula Fantasia, Sendak recordava que el Ratolí Mickey i ell havien nascut el mateix any, i que aquest personatge li va representar una font de joia i plaer. Sendak va dir en una entrevista: "Els meus déus són Herman Melville, Emily Dickinson, Mozart. Altres influències explícites són William Blake, Antoine Watteau, Francisco Goya i George MacDonald, per a qui va il·lustrar el llibre infantil La llave de oro, editat a Espanya per Ediciones Alfaguara el 1987.
Sendak ha influït Gregory Maguire, Jodi Picoult, Stephen Colbert i Michael Buckley.

## Vida personal
Maurice Sendak va mencionar en un article al New York Times que era homosexual i que havia viscut amb el seu company, el psicoanalista Dr. Eugene Glynn, durant 50 anys fins a la mort de Glynn el 2007. L'autor va comentar que mai va dir res als seus pares, tot desitjant ser heterosexual per a fer-los feliços. Després de la mort del seu company, Sendak va fer un donatiu d'un milió de dòlars al Jewish Board of Family and Children's Services en memòria de Glynn, qui havia treballat amb joves en aquesta institució.
Sendak es va declarar ateu en una entrevista a National Public Radio: "(la religió i la creença en déu) li deu haver fet la vida molt més senzilla (a alguns dels seus amics religiosos). És més complicada per a nosaltres els no-creients."

## Defunció

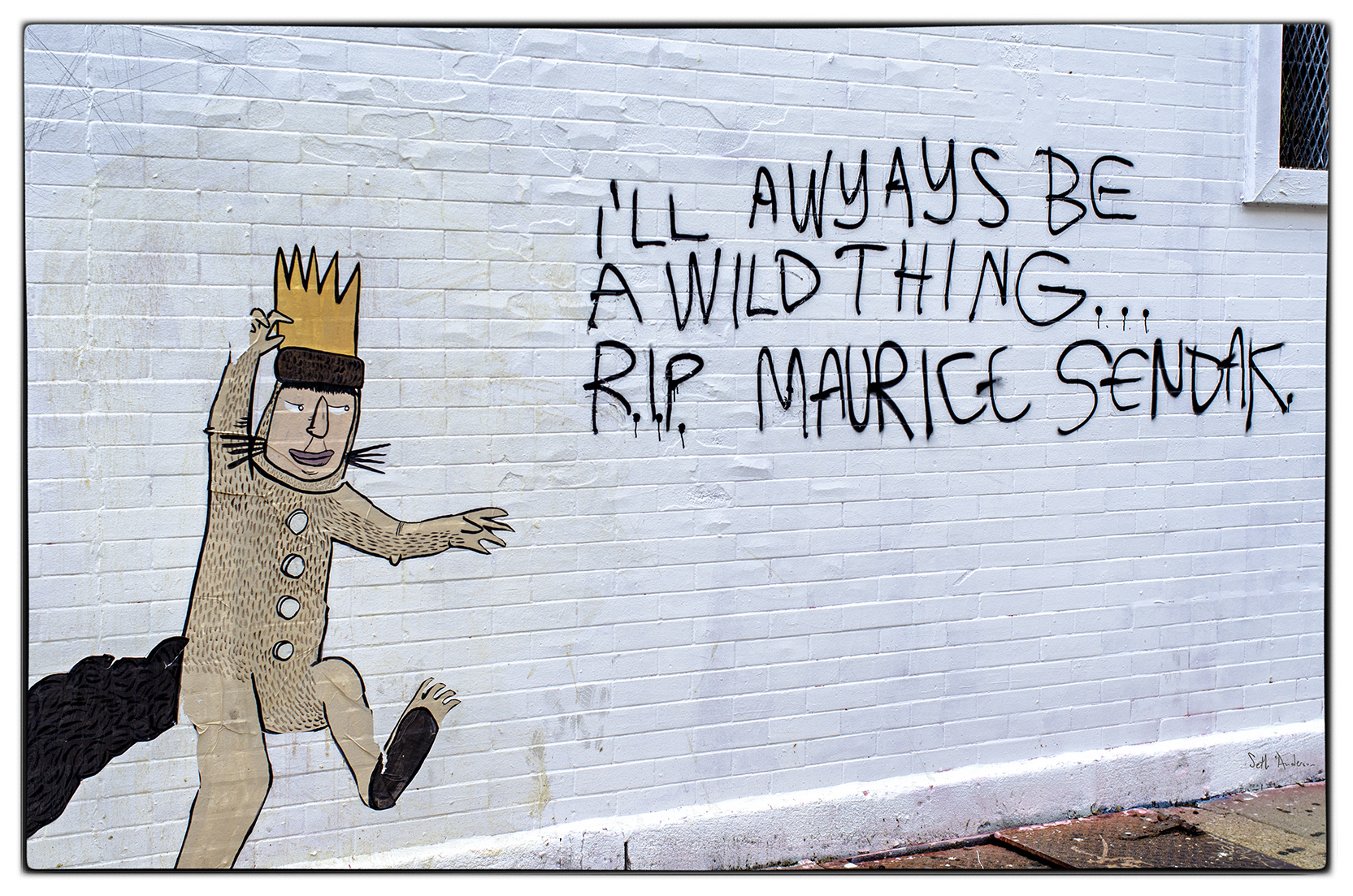
Grafit recordant a Maurice Sendak.

Sendak va morir el 8 de maig de 2012 a casa seva, a Danbury, Connecticut, d'un accident vascular cerebral. Tenia 83 anys. Les seves restes van ser incinerades.
L'obituari de Sendak al New York Times el recorda com l'artista de llibres infantils més important del segle xx. L'autor Neil Gaiman en va dir: "Va ser únic, malhumorat, brillant, gai, savi, màgic, i va millorar el món creant-hi art."